# Hedpanspindel
Hedpanspindel (Hahnia nava) är en spindelart som först beskrevs av John Blackwall 1841.  Hedpanspindel ingår i släktet Hahnia och familjen panflöjtsspindlar. Arten är reproducerande i Sverige. Inga underarter finns listade i Catalogue of Life.